# 1146
1146 (MCXLVI) fue un año común comenzado en martes del calendario juliano.

## Acontecimientos
- Bernardo de Claraval predica la Segunda Cruzada
- El rey Alfonso VII dio a don Nuño Pérez de Lara el Alfoz de Ibia.
- 5 de febrero: se produce la batalla de al-Ludjdj.
- Tras las debilidades que tenían los almorávides en Al-Ándalus, el pueblo de los almohades entra en la península ibérica en el 1146

### Asia
- Taira no Kiyomori se convierte en gobernador de la provincia de Aki.

## Fallecimientos
- 14 de septiembre - Zengi, dirigente de Siria (asesinado).
- 1 de agosto - Vsévolod II de Kiev.
- 8 de agosto - Erico III de Dinamarca.